# Poey-de-Lescar
Poey-de-Lescar – miejscowość i gmina we Francji, w regionie Nowa Akwitania, w departamencie Pireneje Atlantyckie.
Według danych na rok 1990 gminę zamieszkiwało 1310 osób, a gęstość zaludnienia wynosiła 194 osób/km² (wśród 2290 gmin Akwitanii Poey-de-Lescar plasuje się na 332. miejscu pod względem liczby ludności, natomiast pod względem powierzchni na miejscu 1300.).